# بیارنی هاوکور تورسون
بیارنی هاوکور تورسون (به انگلیسی: Bjarni Haukur Thorsson) ژیمناست زادهٔ ۲۰ آوریل ۱۹۷۱ میلادی اهل کشور ایسلند است.